# Janez Evangelist Krek
Janez Evangelist Krek (ur. 27 listopada 1865 w Svetim Gregorze, zm. 8 października 1917 w Šentjanžu) – słoweński polityk, duchowny katolicki i teolog.

## Życiorys
Urodził się w Šentjanžu w Dolnej Krainie. W 1888 roku przyjął święcenia kapłańskie po ukończeniu lublańskiego seminarium. Cztery lata później uzyskał stopień naukowy doktora teologii na Uniwersytecie Wiedeńskim. Do 1916 roku wykładał filozofię (w latach 1892–1895), teologię fundamentalną i filozofię tomistyczną w seminarium w Lublanie.
Był liderem Słoweńskiej Partii Ludowej. Był zwolennikiem idei socjalizmu chrześcijańskiego i trializmu w Austro-Węgrzech. W latach 1897–1900 i 1907–1917 był posłem do austriackiej Rady Państwa. W latach 1902–1917 zasiadał natomiast w sejmie krajowym Księstwa Krainy. W ramach swojej działalności politycznej zakładał katolickie stowarzyszenia robotnicze (zrzeszone następnie w Słoweńskim Chrześcijańskim Związku Robotników Socjalnych) i spółdzielnie chłopskie.
W 1917 roku brał udział w podpisaniu tzw. deklaracji majowej.

## Wybrane publikacje
(opracowano na podstawie materiału źródłowego)
- Crna slova seljačkoga položaja (1895)
- Socijalizam (1901)
- Izabrani spisi (pośmiertnie, 1923–1933)